# Monache carmelitane
Le monache carmelitane (in latino Moniales Ordinis Carmelitarum) sono religiose di voti solenni e costituiscono il second'ordine dell'Ordine della Beata Vergine del Monte Carmelo: come i frati del ramo maschile, le monache pospongono al loro nome le sigle O.C. o O.Carm.

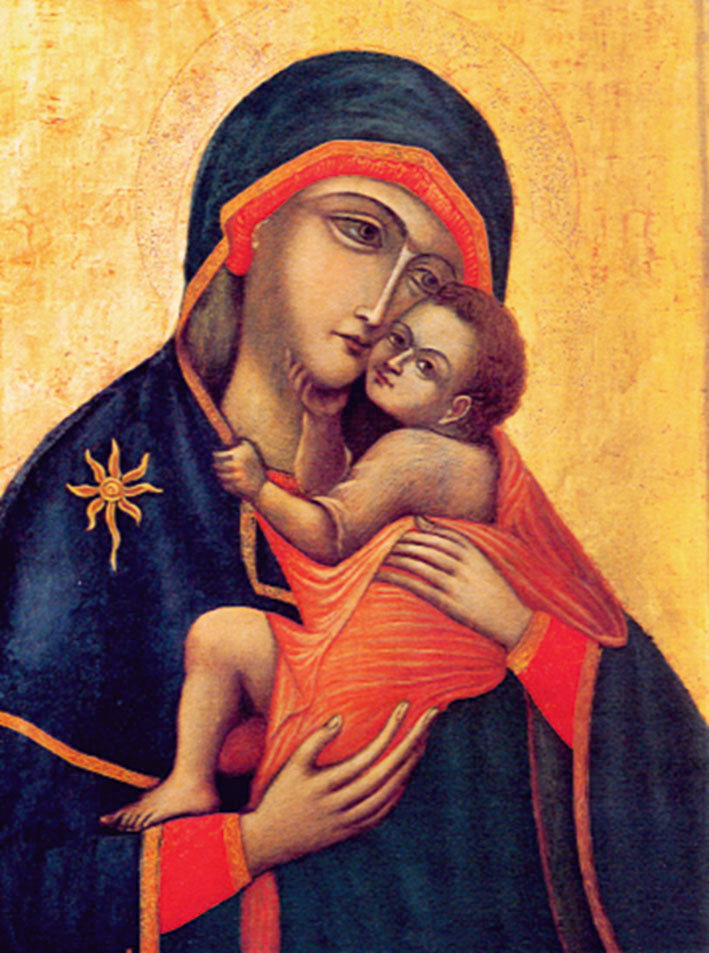
Icona della Beata Vergine Maria del Monte Carmelo, detta “La Bruna", venerata nella basilica del Carmine Maggiore in Napoli. È la più antica immagine della Madonna del Carmine

## Storia
Attorno al XIII secolo, quando i carmelitani lasciarono la Palestina ed iniziarono a diffondersi in tutti i paesi europei, molte donne decisero di legarsi al loro ordine e con gli stessi vincoli.
Il riconoscimento ufficiale di queste comunità femminili avvenne solo sotto il pontificato di papa Niccolò V che, per sollecitazione del priore di Firenze, Bartolomeo Soderini, a vantaggio di varie compagnie di donne che avevano già ricevuto l'abito e il mantello dell'Ordine nel 1450, promulgò la bolla Cum Nulla (7 ottobre 1452) che consentiva di accogliere ufficialmente donne laiche consacrate e religiose nell'Ordine.
Tra queste compagnie, ebbe un particolare valore storico quella di Monna Innocenza de Bartoli, vedova Migliorati. Le sorelle vissero sin dall'inizio un'autentica vita contemplativa in strutture molto semplici ed evangeliche. Da essa derivarono diverse comunità tra cui il Carmelo di S. Maria degli Angeli e di S. M. Maddalena de' Pazzi di Firenze, attraverso molteplici evoluzioni, talora richieste dalle Sorelle, talora imposti da autorità religiose ed ecclesiastiche, fino ad approdare (nel XVI secolo) alla forma di monastero di clausura. A Firenze, si ricorda anche il monastero carmelitano di San Barnaba, fondato dai frati carmelitani riformati della congregazione di Mantova e poi passato alle monache. Evoluzioni simili, sottoposti a influssi di diversi confessori e direttori spirituali, si diffusero tra i gruppi di donne carmelitane soprattutto in Francia, Spagna e nei Paesi Bassi.
La Bolla fiorentina il cui originale è ancora presente nell'Archivio di Stato di tale città) fu bene accolta dal priore generale dell'Ordine, G. Soreth, che presto, però, nel novembre dello stesso anno, 1452, ne modificò alcuni indirizzi riguardo ai frati che avrebbero dovuto aiutare le Sorelle, segno questo che non era stato lui personalmente a chiedere la Bolla nella forma con cui gli era pervenuta.
Una delle prime figure di rilievo dell'ordine fu Francesca d'Amboise (1427-1485), duchessa di Bretagna che, rimasta vedova (1457), si fece carmelitana e fondò i monasteri prima di clarisse (colettine) di Nantes, poi, sul loro modello, i carmeli di Bondon, presso Vannes, e Nantes: lavorando in stretta sintonia e amicizia con Giovanni Soreth, esercitò una profonda influenza sulla legislazione delle monache carmelitane, indirizzando però il loro stile di vita su un modello claustrale che non proveniva neppure dalle clarisse, ma dalle cistercensi.
Sotto il profilo storico queste comunità non riuscirono ad elaborare un proprio stile di vita ma furono inquadrate in modelli medioevali precedenti. Libera, invece, rimase l'elaborazione del progetto spirituale, che si rivelò spesso creativo ed innovativo. Nell'Antica Osservanza, la mistica più nota fu la fiorentina S. Maria Maddalena de' Pazzi.
Nel 1562 Teresa d'Avila diede inizio ad una riforma, con l'intento di adattare la vita carmelitana alla tipologia della vita religiosa femminile proposta dal Concilio di Trento: pur sorte con l'intento di rimanere all'interno all'ordine, dopo la morte di Teresa le comunità riformate si staccarono ed andarono a formare le monache carmelitane scalze.

## La giornata delle monache
Le giornate delle monache carmelitane sono tutte uguali, a differenziarle sono solo le diverse "festività" o "ricorrenze".
Ovviamente, gli orari sono adattati alle diverse comunità, per cui non esiste un orario rigido, uguale per tutte.
Le sorelle si alzano presto al mattino, per riunirsi poi nel coro della chiesa, dove svolgono l'ufficio delle letture e le lodi. Successivamente, si dedicano ad un'ora di preghiera "solitaria" sulla Parola. Segue la partecipazione alla messa.
Durante la mattina, le monache che sono in formazione hanno la loro lezione spirituale. Le monache di voti solenni si mettono ciascuna al proprio lavoro.
Il lavoro si protrae fino alle 11.30 circa e si celebra l'Ora Sesta e il pranzo. Durante il pranzo e la cena c'è sempre una monaca che legge a turno un brano tratto dalla Sacra Scrittura o la biografia di qualche santo, oppure i documenti della Chiesa.
Terminato il riordino del refettorio, comincia la ricreazione.
Alle 14.00 circa suona il silenzio stretto, le monache si ritirano in cella e non possono girare per il monastero; possono, però, leggere, scrivere, studiare, rammendarsi la biancheria personale, riposare.
Dopo le 15.00 circa si ritrovano in coro per l'Ora Nona, la visita all'eucaristia e il rosario. C'è poi di nuovo un tempo di lavoro (come al mattino).
Alle 18.00 vengono celebrati i vespri; dopo il vespro c'è l'ora di meditazione personale in cella, fino alla cena. Alle 21.00 recitano la compieta che è l'ultima preghiera del giorno. Alle 22.00 tutte le luci devono essere spente.
Un esempio di questa "variabilità" della giornata tipo è data dal sabato quando le giovani non hanno lezione al mattino e si dedicano con le altre "sorelle" alle pulizie del monastero. Nel pomeriggio c'è la riunione comunitaria. La Domenica il tempo è "personale", cioè non si lavora e si può stare in cella, pregare come e quanto si vuole, scrivere, leggere.

## Il lavoro
I lavori ai quali si dedicano le monache sono semplici:
- cucito, confezione degli scapolari della Madonna del Carmine, oggetti devozionali;
- "scrittura" di icone; pittura su tela;
- lavoro di segreteria: stampe, lavori al computer;
- lavori di filatelia;
- lavori di artigianato.

## Attività e diffusione
Sono monache di clausura dedite principalmente alla preghiera contemplativa.
Alla fine del 2022 le monache carmelitane erano 703 e i loro 76 monasteri erano presenti in Brasile, Filippine, Germania, Indonesia, Italia, Kenya, Mozambico, Paesi Bassi, Perù, Porto Rico, Portogallo, Repubblica Dominicana, Spagna, Stati Uniti d'America e Venezuela, Zimbabwe.
Ad esse vanno aggiunti cinque eremi — due in Italia, uno negli Stati Uniti d'America, uno in Brasile e uno in Germania — in cui vivono undici eremite.